# Charles Sobhraj
Charles Sobhraj, född 6 april 1944 i Saigon, är en fransk-vietnamesisk seriemördare.
Sobhraj flyttade senare till Frankrike med sin mor och styvfar. De första morden kopplade till honom gick under namnet bikinimorden och inträffade i Bangkok i mitten av sjuttiotalet. Ett antal kvinnliga turister mördades och därefter brändes kropparna på plats. Sobhraj hittade ständigt nya offer bland unga resenärer som föll för hans charm, för att slutligen förgöras.